# 森林覆盖率
森林覆盖率是指在一个区域内，森林面积占区域土地总面积的百分比。
计算公式：森林覆盖率=森林面积/土地总面积×100%

## 定义
联合国粮食及农业组织将森林定义为面积超过0.5公顷，树木高度超过5米，树冠覆盖率超过10％的土地，或能够直接达到这些阈值的单个树木，城市用地和农业用地除外。
用森林面积比上土地面积，便是森林覆盖率。

## 中国
根据国家统计局的数据，中国在2019年的森林覆盖率为23.0％，其中北京市的森林覆盖率为43.8％。